# Joan-Daniel Bezsonoff i Montalat
Joan-Daniel Bezsonoff i Montalat (Perpinyà, 15 de setembre de 1963) és un escriptor nord-català i un dels autors contemporanis en llengua catalana més famosos de la Catalunya del Nord. Va estudiar filologia francesa, filologia castellana i català. Bezsonoff exerceix com a professor de llengua catalana.
Una de les seves primeres aportacions literàries fou la reedició de Les catalanades d'un tal en grafia estàndard de l'escriptor rossellonès Albert Saisset abans d'endinsar-se en la novel·la colonial. Col·labora regularment al diari L'Indépendant, o amb anterioritat a altres mitjans, com ara el setmanari El Temps, El País i El Periódico.

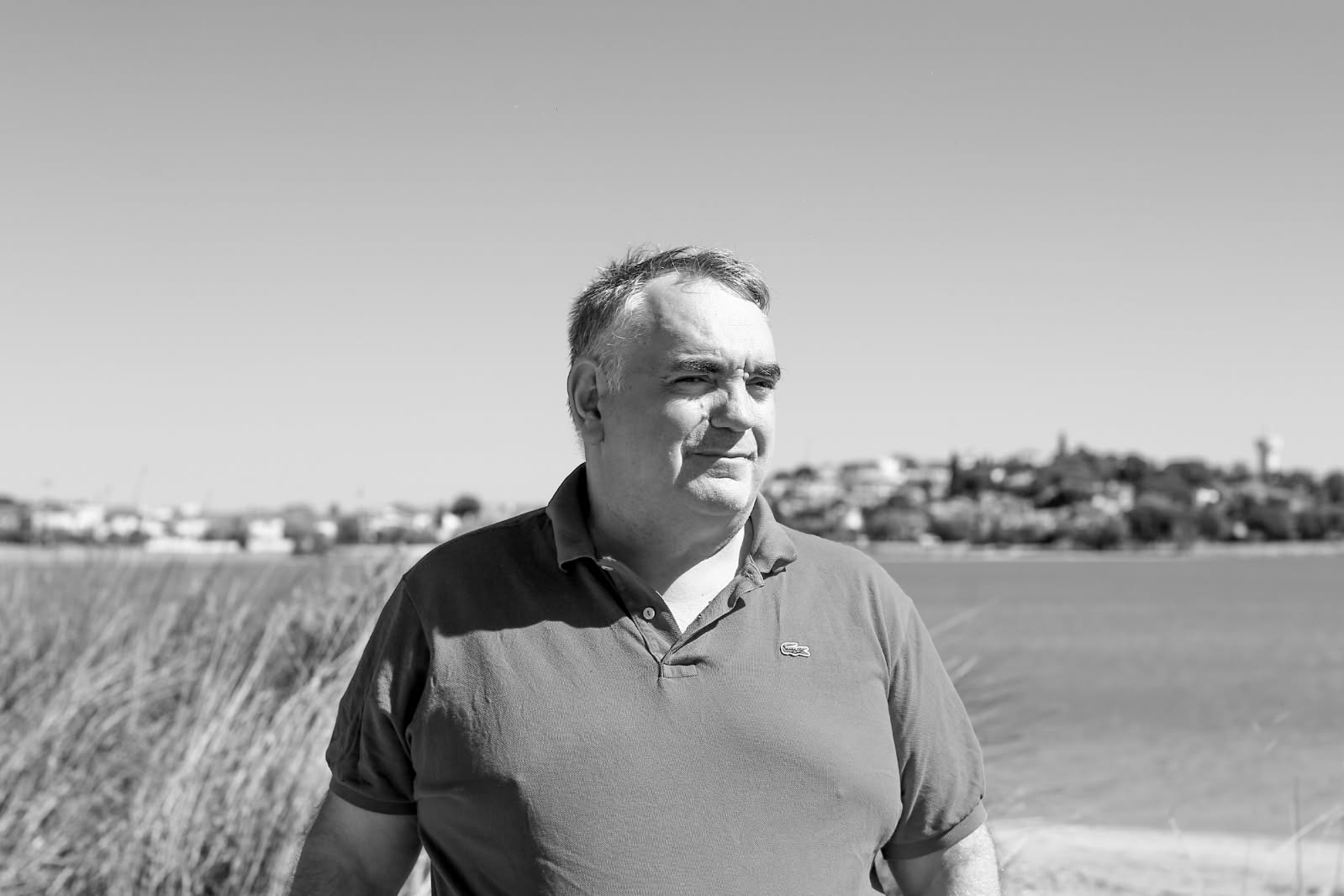
J.D. Bezsonoff a prop de sa casa a Nyils el 2024

## Obra

### Novel·les
A més d'haver dirigit l'edició de Les Catalanades d'Un Tal d'Albert Saisset i la de Contes de la Roca del Duc de Pere Burlaner, Bezsonoff és autor de tota una sèrie de novel·les com són:
- Els ànecs del Mekong en el recull de narracions Perpinyhard, ambientat a Perpinyà a la fi dels anys 1990. ISBN 2-905828-64-1
- Les Rambles de Saigon (1996), ambientada a Saigon durant els darrers anys de la Indo-xina francesa, de la desintegració de la qual, consumada després de la derrota francesa de Dien Bien Phu (1954), sorgiren Vietnam, Laos i Cambodja. ISBN 2-905828-78-1
- Les lletres d'amor no serveixen de res (1997), localitzada a les ciutats algerianes d'Orà i de Sibi Bel Abbès, en el moment de l'evacuació dels francesos el 1962. ISBN 2-905828-94-3
- La revolta dels geperuts (1998), situada a Narbona en temps de la revolta dels viticultors del Llenguadoc, esdevinguda el 1907. ISBN 2-912966-13-2
- Les dones de paper (2001) és una reflexió que fa l'autor sobre les seves relacions amb les dones. ISBN 2-912966-46-9
- La presonera d'Alger (2002) tracta d'una sorprenent història d'amor situada a Algèria en temps de la guerra d'alliberament contra el colonialisme francès (1954-1962). ISBN 84-7596-933-X
- La Guerra dels Cornuts (2004), que té com a protagonistes els voluntaris sud-catalans que s'allistaren a l'exèrcit francès durant la Primera Guerra Mundial (1914-1918) guanyà el Premi Casero 2003 i el Premi Mediterranée Roussillon el 2004. Aquest llibre s'ha traduït al francès sota el títol La guerre des cocus. ISBN 84-9787-025-5
- Les amnèsies de Déu (2005) ambientada a Catalunya Nord i Besiers durant la Segona Guerra Mundial, obra guanyadora del Premi Crexells 2005 i del Premi Salambó en llengua catalana del mateix any així com el tercer premi de novel·la Maria-Àngels Anglada. ISBN 84-9787-134-0
- Els taxistes del tsar (2007) és una crònica sobre el seu avi rus i el seu besoncle així com una reflexió sobre la seva relació amb les cultures catalana i russa. ISBN 978-84-9787-222-5
- Una educació francesa (L'Avenç, 2009) és una autobiografia temàtica on, contant la seva joventut, l'autor descriu la França dels anys 1960. ISBN 978-84-88839-32-9
- Un país de butxaca (2010), on explora la seva identitat catalana, després d'haver explorat la russa i francesa.
- La melancolia dels oficials (2011), novel·la d'espionatge ambientada a Alger, Tiaret, Tànger, Frankfurt i París als anys 1958 i 1959.
- Les meues universitats (L'Avenç, 2012).
- Matar De Gaulle (2014) és una novel·la sobre l'arribada dels Pieds-Noirs a Catalunya Nord i una recreació de l'atemptat del Petit-Clamart contra el general Charles De Gaulle. ISBN 978-84-9787-952-1 Obra guanyadora del XVI Premi Joaquim Amat-Piniella. Aquest llibre s'ha traduït al francès sota el títol L'année de Syracuse.
- Guia sentimental de Perpinyà. (2015) ISBN 978-84-9809-298-1
- La ballarina de Berlín (2017). ISBN 978-84-16367-92-4
- El fill del coronel, (L'Avenç, 2017). ISBN 978-84-16853-10-6
- Les set vides d'un gat rus, (L'Avenç, 2019) ISBN 978-8416853342. Aquest volum conté els tres llibres de memòries publicats a L'Avenç amb el colofó de La javanesa.
- L'amor, la guerra i altres ocupacions (Edicions Sidillà, 2020) llibre traduït al francès per Marie Costa sota el títol La pagode des corbeaux (Balzac Editeur, 2021).
- El diable es va aturar a Orà (Empúries, 2022).

### Diccionari
- Diccionari occità provençal - català (2015) Llibres de l'Índex, Barcelona ISBN 9788494414404

### Traduccions
- Madame Arnoul (La senyora Arnoul) (2015) Jean-Noël Pancrazi, Edicions Sidillà ISBN 978-84-942564-5-5

## Premis i reconeixements
Ha obtingut diversos premis literaris.
- 2001: Premi Omnium Catalunya Nord (actual Premi Ramon Juncosa) amb Les dones de paper.
- 2003: Premi de novel·la curta Just Manuel Casero amb La guerra dels cornuts[1] on narra la tragèdia dels sud-catalans allistats a l'exèrcit francès perquè Catalunya pogués obtenir dels aliats la independència després de la victòria contra els imperis centrals.
- 2004: Premi Méditerranée Roussillon amb La guerra dels cornuts.[1]
- 2005: Premi Salambó,[1] Premi Joan Crexells,[1]
- 2006: Premi de Narrativa Maria Àngels per Les amnèsies de Déu,[3] on explica la història d'una família al Vallespir durant la Segona Guerra Mundial.
- 2008: Finalista del Premi Salambó amb Els taxistes del tsar.
- 2010: Premi Lletra d'Or 2010 amb Una educació francesa.
- 2012: Premi Setè Cel 2012 amb La melancolia dels oficials.
- 2016: Premi Joaquim Amat-Piniella amb Matar De Gaulle.[4]
- 2017: Amic d'Honor de Prada atorgat pels Amics de la Universitat Catalana d'Estiu de Prada.